# Y Sagittarii
Y Sagittarii' (Y Sgr / HD 168608 / HR 6863) és un estel variable a la constel·lació del Sagitari. És una variable cefeida de magnitud aparent mitjana +5,77, la tercera més brillant en aquesta constel·lació després d'X Sagittarii i W Sagittarii. La mesura de la seva paral·laxi mitjançant el Telescopi Espacial Hubble situa a Y Sagittarii a 1.530 anys llum de distància del sistema solar.
La lluentor d'Y Sagittarii oscil·la entre una magnitud aparent de +5,25 a +6,24 en un període de 5,7736 dies. De tipus espectral mitjà F8II, la seva temperatura efectiva és de 5.370 K. Té un radi 50 vegades més gran que el radi solar i gira sobre si mateixa amb una velocitat de rotació projectada de 16 km/s. Posseeix una massa estimada 6 vegades major que la del Sol. El seu contingut metàl·lic és similar al solar, amb un índex de metal·licitat [Fe/H] = +0,05. En d'altres metalls avaluats, mostren certa sobreabundància de coure, zinc, itri i sodi; el nivell d'aquest últim element és gairebé el doble que en el Sol ([Na/H] = +0,27).
Existeix evidència que Y Sagittarii pot constituir un estel binari espectroscòpic. S'ha suggerit un període orbital per al sistema de l'ordre de 10.000 - 12.000 dies; no obstant això, posteriors estudis que assumeixen una excentricitat zero per a l'òrbita, no han pogut trobar una solució orbital convincent.